# Liste der Bodendenkmäler in Deggendorf
Auf dieser Seite sind die Bodendenkmäler in der niederbayerischen Großen Kreisstadt Deggendorf zusammengestellt. Diese Tabelle ist eine Teilliste der Liste der Bodendenkmäler in Bayern. Grundlage ist die Bayerische Denkmalliste, die auf Basis des Bayerischen Denkmalschutzgesetzes vom 1. Oktober 1973 erstmals erstellt wurde und seither durch das Bayerische Landesamt für Denkmalpflege geführt wird. Die folgenden Angaben ersetzen nicht die rechtsverbindliche Auskunft der Denkmalschutzbehörde.

## Bodendenkmäler in Deggendorf
| Lage       | Objekt                                                                                             | Akten-Nr.     | Bild |
| ---------- | -------------------------------------------------------------------------------------------------- | ------------- | ---- |
| (Standort) | Körpergräber des frühen Mittelalters.                                                              | D-2-7143-0002 |      |
| (Standort) | Untertägige mittelalterliche und frühneuzeitliche Siedlungsteile im Bereich der Altstadt           | D-2-7143-0004 |      |
| (Standort) | Verebnete Grabhügel vorgeschichtlicher Zeitstellung.                                               | D-2-7143-0010 |      |
| (Standort) | Siedlung vor- und frühgeschichtlicher Zeitstellung.                                                | D-2-7143-0011 |      |
| (Standort) | Höhensiedlung der Linearbandkeramik, der Urnenfelder-, Hallstatt- und Latènezeit                   | D-2-7143-0013 |      |
| (Standort) | Grab des Endneolithikums oder der frühen Bronzezeit                                                | D-2-7143-0014 |      |
| (Standort) | Siedlung und Gräber der Münchshöfener Gruppe, Siedlung der älteren Urnenfelderzeit                 | D-2-7143-0015 |      |
| (Standort) | Brandgräberfeld der jüngeren Urnenfelderzeit.                                                      | D-2-7143-0016 |      |
| (Standort) | Siedlung der Gruppe Oberlauterbach und der Münchshöfener Gruppe.                                   | D-2-7143-0017 |      |
| (Standort) | Verebnetes viereckiges Grabenwerk und Siedlung vor- und frühgeschichtlicher Zeitstellung.          | D-2-7143-0018 |      |
| (Standort) | Siedlungen der Linearbandkeramik, der Gruppe Oberlauterbach, der Münchshöfener Gruppe              | D-2-7143-0019 |      |
| (Standort) | Siedlung und Gräberfeld der Münchshöfener Gruppe, Siedlung der Hallstattzeit.                      | D-2-7143-0020 |      |
| (Standort) | Siedlung vor- und frühgeschichtlicher Zeitstellung.                                                | D-2-7143-0023 |      |
| (Standort) | Verebnete Grabhügel vorgeschichtlicher Zeitstellung.                                               | D-2-7143-0024 |      |
| (Standort) | Siedlung vor- und frühgeschichtlicher Zeitstellung.                                                | D-2-7143-0025 |      |
| (Standort) | Verebneter Grabhügel vorgeschichtlicher Zeitstellung.                                              | D-2-7143-0026 |      |
| (Standort) | Siedlung vor- und frühgeschichtlicher Zeitstellung.                                                | D-2-7143-0027 |      |
| (Standort) | Siedlung vor- und frühgeschichtlicher Zeitstellung.                                                | D-2-7143-0028 |      |
| (Standort) | Siedlung vor- und frühgeschichtlicher Zeitstellung.                                                | D-2-7143-0029 |      |
| (Standort) | Siedlung vor- und frühgeschichtlicher Zeitstellung.                                                | D-2-7143-0030 |      |
| (Standort) | Verebnete Grabhügel und Siedlung vor- und frühgeschichtlicher Zeitstellung.                        | D-2-7143-0031 |      |
| (Standort) | Verebnete Grabhügel vorgeschichtlicher Zeitstellung.                                               | D-2-7143-0032 |      |
| (Standort) | Verebnete Grabhügel vorgeschichtlicher Zeitstellung.                                               | D-2-7143-0033 |      |
| (Standort) | Siedlung vor- und frühgeschichtlicher Zeitstellung.                                                | D-2-7143-0034 |      |
| (Standort) | Untertägige mittelalterliche und neuzeitliche Siedlungsteile                                       | D-2-7143-0037 |      |
| (Standort) | Siedlung vor- und frühgeschichtlicher Zeitstellung.                                                | D-2-7143-0038 |      |
| (Standort) | Verebnetes Grabenwerk vor- und frühgeschichtlicher Zeitstellung.                                   | D-2-7143-0039 |      |
| (Standort) | Siedlung des Neolithikums.                                                                         | D-2-7143-0040 |      |
| (Standort) | Verebnetes viereckiges Grabenwerk vor- und frühgeschichtlicher Zeitstellung.                       | D-2-7143-0123 |      |
| (Standort) | Untertägige mittelalterliche und frühneuzeitliche Befunde und Funde im Bereich der Kath. Kirche    | D-2-7143-0127 |      |
| (Standort) | Untertägige mittelalterliche und frühneuzeitliche Befunde und Funde im Bereich der Kath. Kirche    | D-2-7143-0128 |      |
| (Standort) | Untertägige mittelalterliche und frühneuzeitliche Befunde und Funde im Bereich der Kath. Kirche    | D-2-7143-0129 |      |
| (Standort) | Untertägige mittelalterliche und frühneuzeitliche Befunde und Funde im Bereich der Kath. Kirche    | D-2-7143-0131 |      |
| (Standort) | Untertägige Befunde und Funde im Bereich der spätmittelalterlichen sog. Wasserkapelle              | D-2-7143-0137 |      |
| (Standort) | Untertägige Befunde und Funde im Bereich der spätmittelalterlichen Stadtbefestigung                | D-2-7143-0166 |      |
| (Standort) | Untertägige Befunde und Funde im Bereich der hochmittelalterlichen Stadtbefestigung                | D-2-7143-0167 |      |
| (Standort) | Untertägige spätmittelalterliche und frühneuzeitliche Befunde und Funde                            | D-2-7143-0168 |      |
| (Standort) | Untertägige mittelalterliche und frühneuzeitliche Befunde und Funde                                | D-2-7143-0169 |      |
| (Standort) | Untertägige spätmittelalterliche und frühneuzeitliche Befunde und Funde                            | D-2-7143-0170 |      |
| (Standort) | Untertägige frühneuzeitliche Befunde und Funde                                                     | D-2-7143-0171 |      |
| (Standort) | Untertägige mittelalterliche und frühneuzeitliche Befunde und Funde im Bereich des Spitals         | D-2-7143-0172 |      |
| (Standort) | Untertägige Befunde und Funde im Bereich des spätmittelalterlichen Leprosenhauses.                 | D-2-7143-0173 |      |
| (Standort) | Untertägige Befunde und Funde im Bereich der abgegangenen Kapelle St. Erasmus                      | D-2-7143-0174 |      |
| (Standort) | Untertägige mittelalterliche und frühneuzeitliche Befunde und Funde                                | D-2-7143-0175 |      |
| (Standort) | Mittelalterlich-/neuzeitlicher Vogelherd.                                                          | D-2-7143-0189 |      |
| (Standort) | Untertägige mittelalterliche und neuzeitliche Siedlungsteile im Bereich der Hofwüstung             | D-2-7143-0207 |      |
| (Standort) | Siedlung der Altheimer Gruppe und der Hallstattzeit.                                               | D-2-7143-0208 |      |
| (Standort) | Siedlung vor- und frühgeschichtlicher Zeitstellung.                                                | D-2-7143-0272 |      |
| (Standort) | Frühneuzeitliche Schanze aus dem Österreichischen Erbfolgekrieg (1743).                            | D-2-7143-0275 |      |
| (Standort) | Untertägige frühneuzeitliche Befunde und Funde im Bereich der Kath. Wallfahrtskirche               | D-2-7144-0027 |      |
| (Standort) | Untertägige mittelalterliche und neuzeitliche Siedlungsteile im Bereich der Hofwüstung             | D-2-7144-0033 |      |
| (Standort) | Untertägige Befunde und Funde im Bereich der Kath. Wallfahrtskirche Zur Schmerzhaften Muttergottes | D-2-7243-0380 |      |
| (Standort) | Siedlung vor- und frühgeschichtlicher Zeitstellung.                                                | D-2-7244-0035 |      |
| (Standort) | Untertägige mittelalterliche und frühneuzeitliche Befunde im Bereich der Kath. Pfarrkirche         | D-2-7244-0175 |      |
| (Standort) | Abgegangener mittelalterlicher Burgstall.                                                          | D-2-7244-0187 |      |